# جبل ديمبو
جبل ديمبو (بالإنجليزية: Mount Dempo)‏ هو أعلى بركان طبقي في مقاطعة سومطرة الجنوبية والذي يرتفع فوق سهل باسوماه بالقرب من باغار عالم والمجاور لمقاطعة بنغكولو. تم العثور على سبع فوهات حول القمة. تم العثور على بحيرة بعرض 400 متر (1300 قدم) في الطرف الشمالي الغربي من مجمع فوهة البركان.
كان أحدث نشاط في عام 2009. وقد اقتصر النشاط التاريخي على النشاط المتفجر الصغير إلى المتوسط الذي أنتج أشفال بالقرب من البركان.